# 戈杜尼夫卡 (亞戈京區)
50°17′45″N 32°3′30″E / 50.29583°N 32.05833°E
霍杜尼夫卡（烏克蘭語：Годунівка）是位於烏克蘭北部的村莊，由基辅州鲍里斯皮尔区的亞霍滕市鎮負責管轄。該村始建於1677年，面積3平方公里，海拔高度124米，2001年人口547，人口密度每平方公里182.3人。